# Void-Vacon
Void-Vacon – miejscowość i gmina we Francji, w regionie Grand Est, w departamencie Moza.
Według danych na rok 1990 gminę zamieszkiwały 1622 osoby, a gęstość zaludnienia wynosiła 46 osób/km² (wśród 2335 gmin Lotaryngii Void-Vacon plasuje się na 257. miejscu pod względem liczby ludności, natomiast pod względem powierzchni na miejscu 35.).